# Viperide
Viperidele (Viperidae) sunt o familie de  șerpi veninoși, care trăiesc în America, Africa și Eurasia. Cele mai multe specii din această familie sunt vivipare (nasc pui vii), familia cuprinde ca. 35 de genuri taxonomice și 260 de specii. În Europa trăiesc 9 specii, ele nu au fost întâlnite în Australia, Oceania și Madagascar. Asemenea familiei elapidae, toate speciile care aparțin viperidelor sunt șerpi veninoși.

## Caractere morfologice
Viperele au lungimea corpului care diferă de la 30 cm până la peste 3 m. Sunt șerpi cu coada relativ scurtă, capul teșit dorsoventral, pe cap au frecvent un desen de forma literei "V". Cu excepția speciei Causus rhombeatus, au pupila de formă eliptică (șliț) orientată vertical, sunt majoritatea activi noaptea și în perioada crepusculară. Culoarea lor diferă după mediul în care trăiesc, de la nuanțe de oranj, brun, brun închis, măsliniu, cu desene diferit. La speciile ovovivipare, embrionul se dezvoltă în uterul matern, fiind născuți pui vii, pe când la cele ovipare, femela depune ouă fecundate. Viperele dispun de o glandă dezvoltată cu venin, când șarpele mușcă, colții se ridică ca lama unui briceag.

## Veninul
Veninul viperelor este frecvent hemotoxic (distruge globulele roșii), împiedică coagularea sângelui, având și o acțiune proteolitică (distruge țesuturile) prin proteaze. Veninul cauzează astfel hemoragii interne, inflamații, necroze a țesuturilor, însoțite de dureri intense. Hemoragiile interne pot fi însoțite de hemoragii, nazale, hematoame în creier sau pe piele. La unele specii din grupa crotalinae al căror venin conțin neurotoxine, apar paralizii. 

## Sistematică
```
──┐ (Viperidae)
  └──┬───  (Azemiopinae)
     └──┬─── (Crotalinae)
        └──┬───  (Causinae)
           └─── (Viperinae)
```

## Genuri
Lista genurilor conform Catalogue of Life:
- Adenorhinos
- Agkistrodon
- Atheris
- Atropoides
- Azemiops
- Bitis
- Bothriechis
- Bothriopsis
- Bothrocophias
- Bothrops
- Calloselasma
- Causus
- Cerastes
- Cerrophidion
- Crotalus
- Cryptelytrops
- Daboia
- Deinagkistrodon
- Echis
- Eristicophis
- Gloydius
- Hypnale
- Lachesis
- Macrovipera
- Montatheris
- Ophryacus
- Ovophis
- Parias
- Popeia
- Porthidium
- Proatheris
- Protobothrops
- Pseudocerastes
- Sistrurus
- Triceratolepidophis
- Trimeresurus
- Tropidolaemus
- Vipera
- Viridovipera
- Zhaoermia

## Specii din România
- Vipera ammodytes ammodytes (Linnaeus 1758) = Vipera cu corn, Vipera cu corn bănățeană
- Vipera ammodytes montandoni Boulenger 1904 = Vipera cu corn dobrogeană
- Vipera berus berus (Linnaeus 1758) = Vipera, Vipera comună
- Vipera berus bosniensis (Boettger, 1889) = Viperă bosniacă - prezența în România discutabilă
- Vipera nikolskii sau Vipera berus nikolskii (Vedmederya, Grubant & Rudajewa 1986) = Vipera lui Nikolsky
- Vipera renardi renardi (Christoph 1861)  sau Vipera ursinii renardi (Cristoph, 1861)  = Vipera de stepă Renard - prezența în România discutabilă, unii autori consideră populațiile din România ca aparținând subspeciei Vipera ursinii moldavica
- Vipera ursinii rakosiensis Méhely, 1894  = Vipera de fâneață
- Vipera ursinii moldavica Nilson, Andrén & Joger, 1993 = Vipera de stepă moldavă